# Liczby Nivena
Liczby Nivena (liczby Harshada) – liczby naturalne, które są podzielne przez sumę tworzących je cyfr. Ich nazwa pochodzi od nazwiska amerykańskiego matematyka Ivana Nivena, który zajmował się teorią liczb.
Na liczby te, jako pierwszy, zwrócił uwagę hinduski matematyk amator Dattathreya Ramachandra Kaprekar w roku 1955. Nazwał je początkowo liczbami multidigitalnymi, ponieważ jednak, jak stwierdził, zajmowanie się nimi było świetną zabawą, ostatecznie zaproponował dla nich nazwę harshad (sanskryt: harṣa (radość) + da (dawać) – dosł. „dające radość”). Stąd nazywa się je także liczbami Harshada.
Lista 100 początkowych liczb Nivena:
1, 2, 3, 4, 5, 6, 7, 8, 9, 10, 12, 18, 20, 21, 24, 27, 30, 36, 40, 42, 45, 48, 50, 54, 60, 63, 70, 72, 80, 81, 84, 90, 100, 102, 108, 110, 111, 112, 114, 117, 120, 126, 132, 133, 135, 140, 144, 150, 152, 153, 156, 162, 171, 180, 190, 192, 195, 198, 200, 201, 204, 207, 209, 210, 216, 220, 222, 224, 225, 228, 230, 234, 240, 243, 247, 252, 261, 264, 266, 270, 280, 285, 288, 300, 306, 308, 312, 315, 320, 322, 324, 330, 333, 336, 342, 351, 360, 364, 370, 372.